# 스즈키 고스케
스즈키 고스케(일본어: 鈴木 浩介, 1981년 6월 16일 ~ )는 일본의 전 축구 선수이다.

## 구단 경력
과거 시미즈 에스펄스, 방포레 고후에서 활동하였다.